# Henning Baum
Henning Baum (ur. 20 września 1972 w Essen) – niemiecki aktor i producent telewizyjny i filmowy.

## Życiorys

### Wczesne lata
Urodził się i wychowywał w Essen w zachodniej części Niemiec. Jako 17-latek był wysłany przez rodziców do angielskiej szkoły z internatem. W latach 1994–97 studiował aktorstwo w Schauspielschule Bochum.

### Kariera
W 1998 roku pojawił się w jednym z odcinków serialu kryminalnego WDR Schimanski z Götzem George, Antonio Wannekiem i Steffenem Winkiem jako demonstrant. Znalazł się potem w obsadzie komedii romantycznej Viktor Vogel - Karierowicz (Viktor Vogel - Commercial Man, 2001) jako kierowca testowy u boku Alexandra Scheera i Götza George'a, telewizyjnej komedii romantycznej ProSieben Wen Küsst Die Braut? (2002) jako Uwe Schießel z Eleną Uhlig, Marco Girnth i Benjaminem Boyce. W serialu kryminalnym Sat.1 Mit Herz und Handschellen (2002–2006) zagrał główną rolę policjanta Leo Krafta.
Wystąpił w produkcji RTL Gladiatorzy (2003) jako Ceradoc i dramacie krótkometrażowym Good Kill (2006) w roli Huberta Wehmanna.
Za rolę policjanta Michaela „Micka“ Brisgau w serialu kryminalnym Sat.1 Ostatni gliniarz (Der Letzte Bulle, 2010-2014) otrzymał Złotą Syrenę na Monte-Carlo TV Festival (2012), a także zdobył nagrodę Bavarian TV (2011) i nagrodę Romy w Austrii (2013).
W 1999 roku poznał projektantkę kostiumów Corinnę, którą poślubił w 2003 roku. Mają dwoje dzieci: córkę (ur. 2003) i syna (ur. 2006). Rodzina zamieszkała w Essen także z synem z poprzedniego związku Bauma. W sierpniu 2017 roku doszło do separacji. Z nieformalnego związku ma czwarte dziecko.

## Filmografia

### Filmy fabularne
| Rok  | Tytuł                                                          | Rola                  | Reżyser               |
| ---- | -------------------------------------------------------------- | --------------------- | --------------------- |
| 2001 | Dziewczyny, dziewczyny (Mädchen, Mädchen)                      | trener Chris          | Dennis Gansel         |
| 2003 | Gladiatorzy (Held der Gladiatoren, TV)                         | Ceradoc               | Jorgo Papavassiliou   |
| 2005 | Most powietrzny (Die Luftbrücke - Nur der Himmel war frei, TV) | Harry                 | Dror Zahavi           |
| 2010 | Tajna miłość (Undercover Love)                                 | Johannes Müller       | Franziska Meyer Price |
| 2014 | Götz von Berlichingen (TV)                                     | Götz von Berlichingen | Carlo Rola            |

### Seriale TV
| Rok       | film fabularny/serial TV                                           | Rola                                                     |
| --------- | ------------------------------------------------------------------ | -------------------------------------------------------- |
| 1998      | Schimanski                                                         | mężczyzna na pikiecie                                    |
| 1999      | Tatort (Miejsce zbrodni)                                           | Ben Keller                                               |
| 1999      | Ärzte                                                              |                                                          |
| 2000      | Telefon 110 (Polizeiruf 110)                                       | Jogi                                                     |
| 2000      | Ein Fall für zwei                                                  | Jens Bertold                                             |
| 2000      | Im Namen des Gesetzes                                              | Michael Schulz                                           |
| 2000      | Im Fadenkreuz                                                      | Christoph Benser                                         |
| 2000      | St. Angela                                                         | Thomas Scholz                                            |
| 2001      | Kobra – oddział specjalny (Miłość aż po kres/Liebe bis in den Tod) | Kanadyjczyk Patrick „Pat” O’Connor, ex-chłopak Andrei    |
| 2001      | Telefon 110 (Polizeiruf 110)                                       |                                                          |
| 2001-2002 | Sinan Toprak ist der Unbestechliche                                | Michael Holldau, oficer wydziału dochodzeniowo-śledczego |
| 2002      | SOKO Leipzig                                                       | Bernd Rust                                               |
| 2002      | Schulmädchen                                                       | Ewan Matthews                                            |
| 2002-2010 | Mit Herz und Handschellen                                          | Leo Kraft                                                |
| 2003      | Telefon 110 (Polizeiruf 110)                                       | Volker Esche                                             |
| 2003      | Zwei Profis                                                        | Tim Merx                                                 |
| 2004      | SOKO München                                                       | Rolf Rasche                                              |
| 2004      | Unter Verdacht                                                     | Jonas Braack                                             |
| 2004      | Das Traumschiff                                                    | Volker Pohl                                              |
| 2004      | Der Ermittler                                                      | Christian Richter                                        |
| 2000      | Im Namen des Gesetzes                                              | dozorca domu Mertens                                     |
| 2005      | Bewegte Männer                                                     | Pascal                                                   |
| 2006      | Tatort (Miejsce zbrodni)                                           |                                                          |
| 2006      | Telefon 110 (Polizeiruf 110)                                       | René Rösler                                              |
| 2006      | Pfarrer Braun                                                      | Karl Vogelsang                                           |
| 2006      | Kobra – oddział specjalny (Na warunkowym/Tödliche Bewährung)       | Goltz                                                    |
| 2007      | Der Kommissar und das Meer                                         | Johan Berg                                               |
| 2007      | Der Dicke                                                          | Wolfgang Hanisch                                         |
| 2007      | SOKO Leipzig                                                       | Nikolaus Ahlbaum                                         |
| 2008      | Bella Block                                                        | Fred Schubert                                            |
| 2008      | SOKO München                                                       | Michael Schneider                                        |
| 2008      | Der Alte                                                           | Ben Lehnert                                              |
| 2008      | Ein Fall für zwei                                                  | Jens Volkert                                             |
| 2010      | Deadline - Jede Sekunde zählt                                      | Thomas Moor                                              |
| 2013      | The Last Cop: How It All Began                                     | Mick Brisgau (głos)                                      |
| 2010-2014 | Ostatni gliniarz (Der Letzte Bulle)                                | Michael 'Mick' Brisgau                                   |
| 2015      | Die Himmelsleiter                                                  | Josef Halfen                                             |